# Pierre Vignal (1538-1640)
Pour les articles homonymes, voir Pierre Vignal et Vignal.
Pierre Vignal (Petrus Vignalius en latin) est un érudit français, professeur d'hébreu du Collège royal, né à Rennes vers 1538,, et mort à Paris le 27 juin 1640,.

## Biographie
Il a été professeur au collège du Plessis. D'après Jacques Lelong, c'est un juif converti ayant enseigné les langues orientales à partir de l'âge de 25 ans. Dans une de ses Orationes prononcée en 1607, Jean Grangier dit de Pierre Vignal qu'il possédait tous les secrets des rabbins.
Il a succédé en 1592, à l'âge de 54 ans, à Gilbert Génébrard. Il a rempli les fonctions de sa charge pendant près de 40 ans, avec zèle, application et assuidité.
Parvenu à un âge avancé, et hors d'état de sortir pour faire ses leçons en public, il a continué à en donner dans sa chambre du collège du Plessis. C'est ce qu'il a continué à faire jusqu'à ce qu'il ait obtenu des lettres de vétéran.
Un acte notarié daté de 1626 indique qu'il a démissionné de sa charge de lecteur du roi en lettres hébraïques, professeur ordinaire du roi en lettres hébraïques et doyen des lecteurs de Sa Majesté, à l'âge de 87 ans passés, au profit de Valérien de Flavigny, bachelier en théologie, aux mêmes gages de 1200 livres par an qu'il ne touchera qu'après le décès dudit Vignal. Valérien de Flavigny lui a succédé à sa mort comme professeur royal pour la langue hébraïque du Collège royal.
Il est mort dans le collège du Plessis en juin 1640 et a été inhumé dans l'église Saint-Étienne-du-Mont.

### Biographie
- Abbé Claude-Pierre Goujet, Mémoire historique et littéraire sur le Collège royal de France, chez Augustin-Martin Lottin, Paris, 1758, tome1, p. 313-316 (lire en ligne)